# Blood Youth
Blood Youth est un groupe britannique de punk hardcore, originaire de Harrogate, Yorkshire du Nord, en Angleterre. Il compte trois albums studio, deux EP et un court-métrage documentaire produit par Kerrang! En 2023, la formation se compose du guitariste Chris Pritchard, du bassiste Matt Hollinson, du batteur Brad Ratcliffe et du chanteur Harry Rule.
Le groupe est formé en 2014 par la dernière formation du groupe de hardcore mélodique Climates (originaire de Leicester) et l'ancien chanteur de Book of Job, Kaya Tarsus. Leurs premières sorties font usage d'un style mélodique de punk hardcore influencé par le heavy metal, tandis que leur production post-2018 s'est rapprochée du genre nu metal.

## Histoire
Climates, groupe de hardcore mélodique de Leicester, se sépare après le départ du chanteur Wesley Thompson. Lors de la dernière tournée de Climates, ils recrutent Kaya Tarsus, anciennement du groupe Book of Job, pour les remplacer au chant. Après la tournée, les membres restants forment Blood Youth à la fin de l'année 2014. Le 11 mai 2015, ils sortent leur premier single Failure, qui faisait partie de leur premier EP Inside My Head sorti le 22 juin 2015. Plus tard dans l'année, Powels quitte le groupe. Le 17 décembre, Bowden quitte également le groupe et rejoint le groupe gallois de pop punk Neck Deep. Le 11 janvier 2016, ils sortent leur deuxième EP Closure,,. Le premier single de l'EP est Closure, sort le 28 janvier. Le 23 mai, le deuxième single de l'EP sort, intitulé Mood Swings.
Le 6 février 2017, ils sortent le single Reason to Stay. Le 27 février, ils sortent le single I Remember. Le 20 mars, ils sortent le single Making Waves. Ces trois singles figurent sur leur premier album Beyond Repair, sorti le 7 avril 2017. En octobre 2017, ils assurent la première partie de la tournée européenne de Neck Deep, aux côtés de As It Is et Real Friends. Du 8 au 10 avril 2017, ils effectuent une mini-tournée en tête d'affiche, avec en première partie Holding Absence et Loathe.
Le 19 août 2018, ils sortent le single Starve. Le 4 février 2019, ils sortent le single Spineless. Les singles sont inclus dans leur deuxième album Starve sorti le 22 février 2019. Du 1er au 8 mars 2019, ils sont en tête d'affiche d'une tournée au Royaume-Uni en première partie de Lotus Eater et Palm Reader.
Le 5 novembre 2019, ils sortent le single inédit Playing the Victim. Le 28 juin 2021, ils sortent le single Iron Lung. À cette époque, il est annoncé que Hallett n'est plus membre du groupe et qu'il a été remplacé par le nouveau batteur Brad Ratcliffe. Le 23 juillet, ils sortent le single Cells. Le 25 août, ils sortent le single Body of Wire. Le 2 septembre, ils sortent le single Colony3. Après avoir joué au Slam Dunk Festival en 2021, Harry Rule, ancien chanteur de God Complex, est annoncé comme le nouveau leader du groupe. Le 6 septembre 2021, Tarsus est annoncé comme le nouveau leader du groupe. Le 6 septembre 2021, l'ancien chanteur de God Complex, Harry Rule, est annoncé comme le nouveau chanteur du groupe. Du 15 au 26 septembre 2021, ils effectuent une tournée en tête d'affiche au Royaume-Uni, en première partie de Death Blooms. Le 30 septembre, le groupe annonce que son troisième album studio, Visions of Another Hell, sortira le lendemain, le 1er octobre. L'album comprend les cinq singles précédemment sortis et est le dernier à inclure Tarsus. Du 21 février au 13 mars 2021, ils feront une tournée européenne en tête d'affiche avec Cane Hill, soutenus par Diamond Construct.
Le 24 janvier 2023, le groupe annonce se mettre en pause.

## Discographie

### Albums studio
- 2017 : Beyond Repair (Rude Records)
- 2019 : Starve (Rude Records)
- 2021 : Visions of Another Hell (Rude Records)

### EP
- 2015 : Inside My Head (Rude Records, Artery Recordings
- 2016 : Closure (Rude Records, Artery Recordings)